# John Wall Callcott
 (juillet 2025).
Si vous disposez d'ouvrages ou d'articles de référence ou si vous connaissez des sites web de qualité traitant du thème abordé ici, merci de compléter l'article en donnant les références utiles à sa vérifiabilité et en les liant à la section « Notes et références ».
Pour les articles homonymes, voir John Wall (homonymie), Wall et Callcott.
John Wall Callcott, né le 20 novembre 1766 et mort le 15 mai 1821, est un compositeur anglais.

## Biographie
Callcott naît dans le quartier de Kensington à Londres. Élève de Haydn, il est surtout connu pour ses compositions de glee et catches. Dans le plus connu de ses catches, il se moque de l'History of Music de John Hawkins. Bien que des problèmes de santé empêchent Callcott de terminer son Dictionnaire musical, sa Musical Grammar parue en 1806 est utilisée pendant tout le XIXe siècle.
Il compose au moins 100 glees, dont huit remportent des prix. Callcott met en musique les textes d'importants poètes de son époque dont Thomas Gray, Walter Scott, Thomas Chatterton, Robert Southey et Ossian. Citons entre autres :
- O snatch me swift pour 5 voix SATBarB
- It was a friar of orders grey pour 3 voix SSB
- In the lonely vale of streams pour 4 voix SATB
- Ella pour 4 voix SATB
- Cara, vale! pour 4 voix SSTB
- 1792 : Father of Heroes pour 5 voix ATTBB
- The Erl-King - arrangement du ‘’roi des aulnes’’ de Goethe, traduit en anglais par Matthew Gregory Lewis, auteur du roman gothique, Le Moine,
- Arrangement original (glee en trois parties) de Drink to Me Only with Thine Eyes

Un certain nombre de ces glees sont spécifiés pour deux voix soprano ou aiguës (soprano garçon), dont la seconde a une gamme appropriée à une mezzo-soprano ou contralto (mais aurait été estimée trop élevée pour un contreténor de cette période).
Callcott compose également des chansons et de la musique sacrée dont des psaumes et des canons.
Elizabeth, la fille de Callcott, épouse William Horsley, qui publie en 1824 A collection of Glees Canons and Catches, édition des œuvres de son beau-père ainsi que Memoir of Dr Callcott. Son frère, Augustus Wall Callcott, est un peintre de paysage apprécié.